# Patriotic Mrs. Brown
Patriotic Mrs. Brown è un cortometraggio muto del 1916 diretto da Billy Merson.

## Trama
La patriottica signora Brown provoca una serie di guai cercando di fare il suo dovere durante la guerra.

## Produzione
Il film fu prodotto dalla Homeland.

## Distribuzione
Distribuito dalla Browe, il film - un cortometraggio in una bobina - uscì nelle sale cinematografiche britanniche nel febbraio 1916.